# Chorinaeus hastianae
Chorinaeus hastianae là một loài tò vò trong họ Ichneumonidae.